# Wagner (krater)
För andra betydelser, se Wagner (olika betydelser).
Wagner är en nedslagskrater på planeten Merkurius. Wagner är ungefär 134 kilometer i diameter.
1976 namngavs den efter den tyske tonsättaren Richard Wagner.